# Знамя партии
«Зна́мя па́ртии» — советский чёрно-белый научно-популярный фильм 1961 года о революционном и общественно-политическом движении до февраля 1917 года 

## Содержание
Рукописи В. И. Ленина, в которых отражена борьба В. И. Ленина с Г. В. Плехановым за создание марксистской партии.

## Съёмочная группа
- Автор сценария: Герман Фрадкин
- Режиссёр: Фёдор Тяпкин
- Оператор: Олег Самуцевич
- Режиссёр-мультипликатор: Елена Осина
- Текст читает: Алексей Консовский

## Награды и премии
- 1966 — Государственная премия РСФСР им. бр. Васильевых — за научно-популярные фильмы «Рукописи Ленина» (1960), «Знамя партии» (1961), «Ленин. Последние страницы» (1963)  режиссёру Фёдору Тяпкину, автору сценария Герману Фрадкину, исполнителю авторского текста Алексею Консовскому

## Работа над документами
Вместе со сценаристом Г. Фрадкиным и режиссёром Ф. Тяпкиным А. Консовский работал над воссозданием на экране рукописей Ленина. Нужно было передать движение ленинской мысли, которая как бы сейчас, в это мгновение рождается на экране. Зачёркнутые и выправленные строчки рукописей определили сложное ритмическое построение звучащего слова. Актёр не стремится облегчить себе задачу передачей чисто внешних черт, знакомых интонаций ленинского голоса. Работа Консовского являет собой смелую попытку показать Ленина-политика и Ленина-человека без прямого перевоплощения. Актёр читает ленинские строки от своего имени, от себя лично, всё время сохраняя дистанцию, вкладывая в текст наше сегодняшнее знание и мировосприятие. Трезвая аналитичность ленинской мысли выражается внешне в очень субъективной, эмоционально окрашенной форме.